# Pcap
pcap(packet capture, 패킷 캡처)은 컴퓨터 네트워크 관리 분야에서 네트워크 트래픽 포착용 API를 구성하고 있다. 유닉스 계열 운영 체제들은 libpcap 라이브러리에 pcap을 포함하고 있다. 윈도우는 WinPcap이라는 libpcap 포팅을 이용한다.
감시 소프트웨어는 libpcap이나 WinPcap을 이용하여 네트워크 상에 떠돌아다니는 패킷을 포착할 수 있으며 새로운 버전에서는 링크 레이어 상의 네트워크 패킷을 전송할 수 있을뿐 아니라 libpcap이나 WinPcap과 함께 이용할 수 있는 네트워크 인터페이스 목록을 가져올 수 있다.
pcap API는 C로 작성되었으며 자바, 닷넷 언어, 스크립트 언어와 같은 다른 언어들은 일반적으로 래퍼를 이용한다. 이러한 래퍼들은 libpcap이나 WinPcap 자체적으로 제공되지는 않는다. C++ 프로그램들은 C API에 직접 연결할 수도 있다. 오직 하나의 부분적인 객체 지향 C++ 래퍼는 현재 외부 소스로부터 이용할 수 있다.